# Babiny II
Babiny II jsou malá vesnice a část obce Homole u Panny v okrese Ústí nad Labem. Nachází se asi 1,5 kilometru severně od Homole u Panny. Babiny II jsou také název katastrálního území o rozloze 1,6 km². V katastrálním území Babiny II leží i Nová Ves u Pláně.

## Název
Německý název vsi Babina je identický s názvem dnes již zaniklé, vzdušnou čarou šest kilometrů vzdálené osady Babiny I v Malečově. Pro rozlišení obou lokalit byly Babiny II v minulosti označovány jako Babiny u Velkého Března (1850), Babiny b) (1869–1880) a Babiny B (1900–1910).

## Historie
První písemná zmínka o vesnici pochází z roku 1543.
V letech 1850–1950 byla vesnice samostatnou obcí v okrese Litoměřice, v letech 1961–1980 a od 23. září 1991 se vesnice stala součástí obce Homole u Panny v okrese Ústí nad Labem, v letech 1980–1991 se jako část obce neuvádí.

## Přírodní poměry
Babiny jsou horská ves v Českém středohoří. Nachází se na území stejnojmenné chráněné krajinné oblasti pod kopcem Pláň (596 metrů)..

## Obyvatelstvo
| | 1869 | 1880 | 1890 | 1900 | 1910 | 1921 | 1930 | 1950 | 1961 | 1970 | 1980 | 1991 | 2001 | 2011 |
| --- | ---- | ---- | ---- | ---- | ---- | ---- | ---- | ---- | ---- | ---- | ---- | ---- | ---- | ---- |
| Obyvatelé | 89   | 101  | 92   | 73   | 72   | 60   | 69   | 19   | 37   | 5    | —    | —    | 13   | 13   |
| Domy | 19   | 19   | 19   | 16   | 16   | 16   | 16   | 10   | —    | 2    | —    | —    | 3    | 5    |
| Počet domů z roku 1961 a údaje z let 1980 a 1991 jsou zahrnuté v celkovém počtu domů Homole u Panny. Zahrnuje též Pláň. |      |      |      |      |      |      |      |      |      |      |      |      |      |      |